# Bahnhof Tutzing
Der Bahnhof Tutzing ist eine Betriebsstelle der Bahnstrecken München–Garmisch-Partenkirchen und Tutzing–Kochel. Er liegt in der oberbayerischen Gemeinde Tutzing am Starnberger See. Die Königlich Bayerischen Staatseisenbahnen nahmen den Bahnhof 1865 in Betrieb und bauten ihn bis 1866 zum Trennungsbahnhof aus. Seit 1972 ist er eine Station der S-Bahn München.

## Lage
Der Bahnhof befindet sich südwestlich der Ortsmitte von Tutzing, etwa 500 Meter vom Westufer des Starnberger Sees entfernt. Das Empfangsgebäude steht östlich der Gleisanlagen an der Bahnhofstraße, die den Bahnhof mit der Ortsmitte verbindet, und hat die Adresse Bahnhofstraße 26. Westlich der Gleise verläuft der Beringerweg. Im nördlichen Bahnhofsbereich unterqueren die Heinrich-Vogl-Straße, die Kustermannstraße und die Traubinger Straße, im Süden die Lindemannstraße die Gleisanlagen mittels Unterführungen.
Der Bahnhof Tutzing liegt an Streckenkilometer 39,566 der elektrifizierten Hauptbahn von München Hbf über Weilheim nach Garmisch-Partenkirchen (Streckennummer 5504), die bis Tutzing zweigleisig, ab Tutzing nur noch eingleisig ist. Zudem ist Tutzing Ausgangspunkt der als Kochelseebahn bezeichneten eingleisigen und elektrifizierten Hauptbahn über Penzberg nach Kochel am See (Streckennummer 5453). Früher gab es in Tutzing noch den Bahnhof Diemendorf an der Bahnstrecke München–Garmisch-Partenkirchen, der 1984 für den Personenverkehr geschlossen wurde.

## Geschichte
Am 23. Mai 1865 erteilten die Königlich Bayerischen Verkehrsanstalten die Konzession zur Errichtung einer Pachtbahn von Starnberg, dem Endpunkt der 1854 eröffneten Bahnstrecke aus München, über Tutzing nach Penzberg und Peißenberg. Noch 1863 begannen die Bauarbeiten. In Tutzing entstand ein Trennungsbahnhof, an dem sich die Streckenäste nach Penzberg und Peißenberg teilten. Um das Baugelände für den Bahnhof einzuebnen, musste der im Westen gelegene Moränenhang abgegraben und der Abhang im Osten aufgeschüttet werden. Das Empfangsgebäude im Maximilianstil wurde 1865 errichtet.
Am 1. Juli 1865 nahmen die Königlich Bayerischen Staatseisenbahnen den Streckenabschnitt von Starnberg bis Tutzing und den Bahnhof Tutzing in Betrieb. Am 16. Oktober 1865 eröffneten die Bayerischen Staatsbahnen die Verlängerung in Richtung Süden nach Penzberg. Mit der Betriebsaufnahme von Tutzing über Weilheim nach Unterpeißenberg wurde der Bahnknoten Tutzing zum 1. Februar 1866 vervollständigt. Neben dem Empfangsgebäude erhielt der Bahnhof einen Güterschuppen mit Laderampe und Gleiswaage und ein Abortgebäude. Zur Versorgung der Dampflokomotiven waren ein Wasserhaus mit Wasseraufbereitung und Wasserkräne vorhanden. Ebenso war der Bahnhof mit einer mit Muskelkraft betriebenen Drehscheibe ausgestattet.

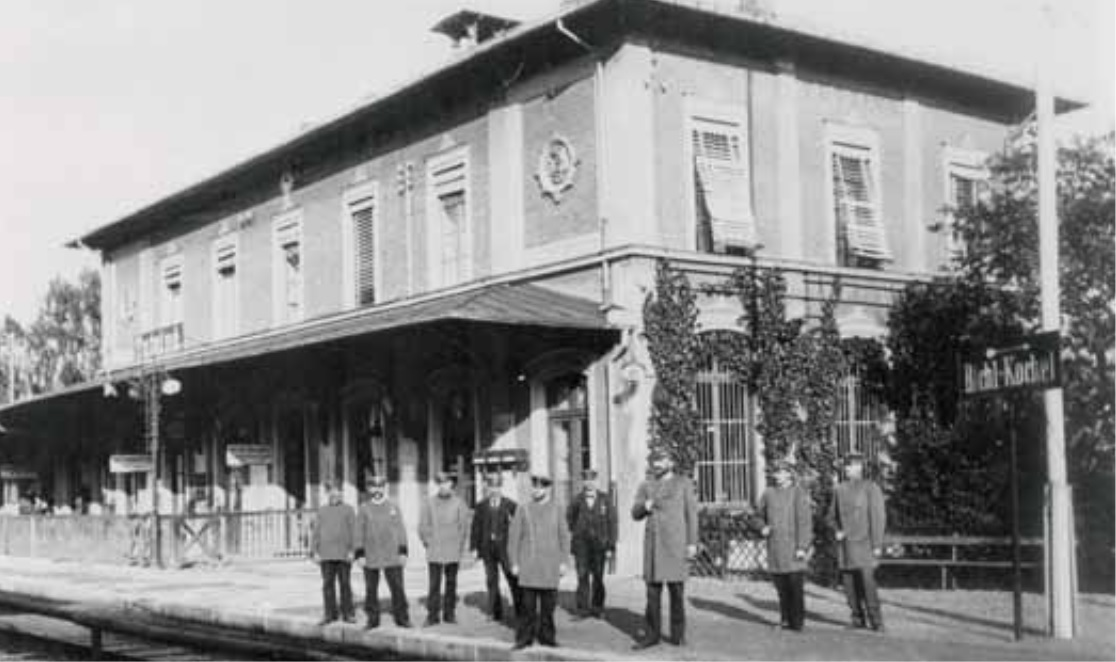
Empfangsgebäude 1902

1890 nahmen die Königlich Bayerischen Staatseisenbahnen zur Steuerung der bisher vor Ort gestellten Weichen und Signale ein mechanisches Stellwerk (Centralapparat) am Empfangsgebäude in Betrieb. 1900 bauten die Bayerischen Staatsbahnen die Strecke von Starnberg nach Tutzing zweigleisig aus, im Zuge des Ausbaus wurden die Anlagen des Bahnhofs Tutzing erheblich umgebaut und erweitert. Das Empfangsgebäude wurde auf der Nordseite mit einem eingeschossigen Anbau versehen und zwei neue Stellwerke in Betrieb genommen. Zur Überquerung der Gleise entstand über den Bahnsteigen ein eiserner Bahnhofsteg. Die beiden bisherigen höhengleichen Bahnübergänge im Norden und Süden des Bahnhofs wurden durch zwei neue Straßenunterführungen ersetzt.
1924 begann die Deutsche Reichsbahn mit den Bauarbeiten zur Elektrifizierung der den Bahnhof Tutzing berührenden Bahnstrecken. Im Zuge der Elektrifizierungsarbeiten wurde das Empfangsgebäude erneut umgebaut. Am 23. Februar 1925 nahm die Deutsche Reichsbahn den elektrischen Fahrbetrieb auf der Strecke von München über Tutzing nach Weilheim und weiter in Richtung Garmisch-Partenkirchen auf. Zum 4. März 1925 nahm sie auch die Oberleitung auf der Kochelseebahn von Tutzing über Penzberg nach Kochel in Betrieb.
1935 erneuerte die Deutsche Reichsbahn die Bahnsteige und stattete sie mit Bahnsteigdächern aus. Die bisherigen höhengleichen Bahnsteigzugänge wurden durch einen Personentunnel ersetzt.

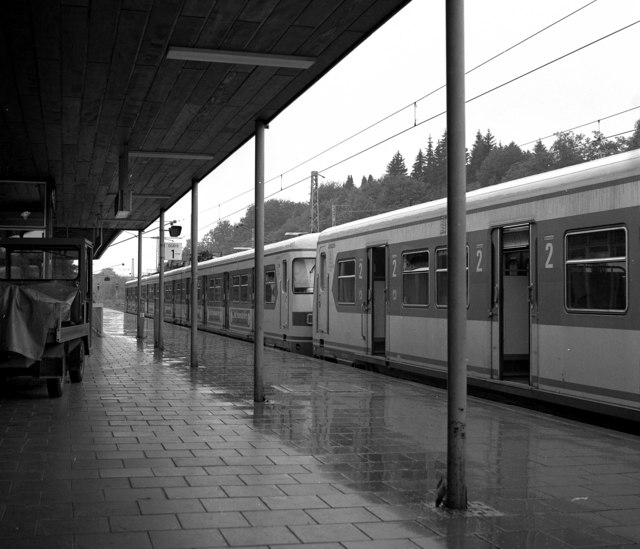
S-Bahn der Baureihe 420 am Hausbahnsteig (1982)

Anfang der 1970er Jahre baute die Deutsche Bundesbahn den Bahnhof für den geplanten S-Bahn-Betrieb um und erhöhte Haus- und Mittelbahnsteig auf eine Höhe von 76 cm. Der alte Anbau auf der Nordseite des Empfangsgebäudes von 1900 wurde abgebrochen und durch einen neuen Anbau mit Flachdach ersetzt, der die Funktionen des Empfangsgebäudes weitgehend übernahm. Am 28. Mai 1972 nahm die S-Bahn München den Betrieb auf und der Bahnhof Tutzing wurde zur Endstation der Linie S6.
2013 nutzten täglich etwa 7000–8000 Fahrgäste den Bahnhof Tutzing.
Am 9. März 2013 fand der Spatenstich zum barrierefreien Ausbau des Bahnhofs Tutzing statt. Südlich der bisherigen Bahnsteigunterführung errichtete die Deutsche Bahn zusätzlich eine weitere Unterführung. Haus- und Mittelbahnsteig wurden erneuert und mit Aufzügen an die alte Unterführung angebunden. Zudem wurden 2013 die Gleisanlagen am Nord- und Südkopf des Bahnhofs umgebaut. Durch den Einbau einer Weichenverbindung zwischen der Bahnstrecke München–Garmisch-Partenkirchen und der Kochelseebahn wurde zwischen Tutzing und Unterzeismering ein zweigleisiger Betrieb ermöglicht. Zum 22. April 2014 konnte die Deutsche Bahn den Umbau des Bahnhofs abschließen. Bei Baubeginn wurden für den barrierefreien Ausbau etwa 3,7 Millionen Euro veranschlagt, letztendlich kostete der Umbau 5,5 Millionen Euro.

## Aufbau

### Empfangsgebäude

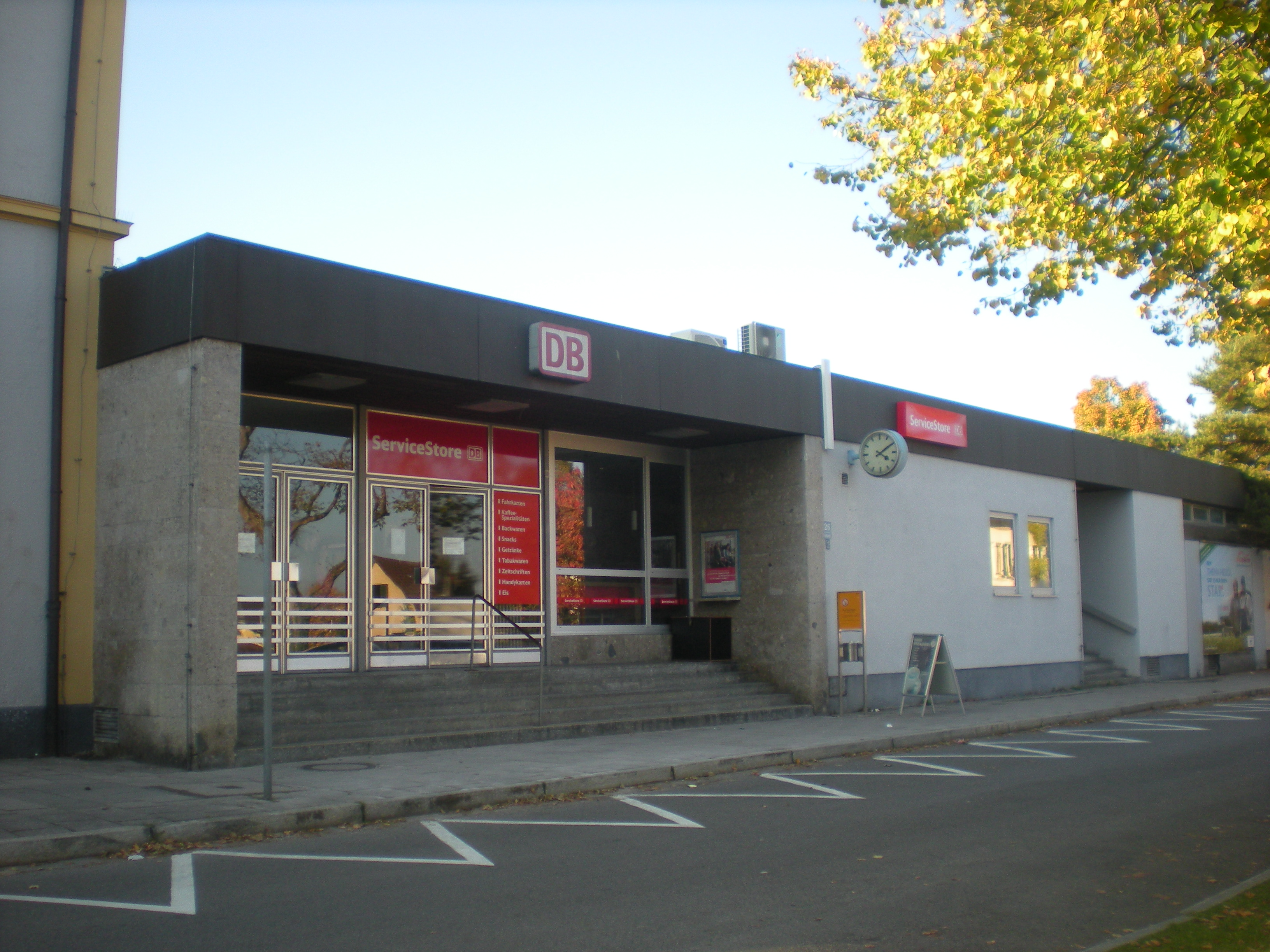
Anbau aus den 1970er Jahren

Das Empfangsgebäude von 1865 wurde, wie die weiter nördlich gelegenen Empfangsgebäude von Starnberg, Possenhofen und Feldafing, im Maximilianstil errichtet und ist durch den Rundbogenstil Friedrich von Gärtners beeinflusst. Es ist ein zweigeschossiger Bau mit Walmdach und war ursprünglich in Sichtziegelbauweise ausgeführt. Die Fassade ist durch ein umlaufendes Gesims zwischen Erdgeschoss und Obergeschoss und durch Ecklisenen gegliedert. Auf das Walmdach war ein Dachreiter mit Pyramidendach aufgesetzt, der als Glockenturm diente. Auf der Gleisseite erstreckt sich über die ganze Länge des alten Hauptgebäudes ein Bahnsteigvordach. Im Erdgeschoss waren Fahrkartenschalter, Wartesäle, Gepäckaufgabe und Diensträume untergebracht, während das Obergeschoss die Dienstwohnungen der Eisenbahner beinhaltete. Auf der Straßenseite befand sich vor dem Empfangsgebäude ursprünglich eine Grünanlage mit Brunnen.
Um 1900 erhielt das Empfangsgebäude auf der Nordseite einen langgestreckten Anbau mit Satteldach. In diesem wurden die Güterabfertigung und eine Gaststätte untergebracht, deren nach Wagenklassen getrennte Räume zugleich die Funktionen der Wartesäle übernahmen. In den 1930er Jahren wurde das Empfangsgebäude verputzt und der Dachreiter entfernt.
Beim Ausbau für die S-Bahn Anfang der 1970er Jahre brach die Deutsche Bundesbahn den alten Anbau ab und ersetzte ihn durch einen ebenfalls eingeschossigen Neubau mit Flachdach. Fahrkartenschalter, Gepäckaufgabe und Betriebsräume wurden aus dem Hauptgebäude in den neuen Anbau verlegt, zudem wurde im Neubau ein Kiosk untergebracht. Im alten Empfangsgebäude, das zeitgleich renoviert wurde, verblieben die Bahnhofstoiletten und die dorthin verlegte Gaststätte. Seit der Schließung der Gaststätte Mitte 2011 steht das Gebäude weitgehend leer. Der Anbau enthält seit der Einstellung der darin untergebrachten Gepäck- und Stückgutaufgabe und der Expressgutabfertigung noch ein Reisezentrum und mehrere Diensträume.

### Bahnsteige und Gleisanlagen

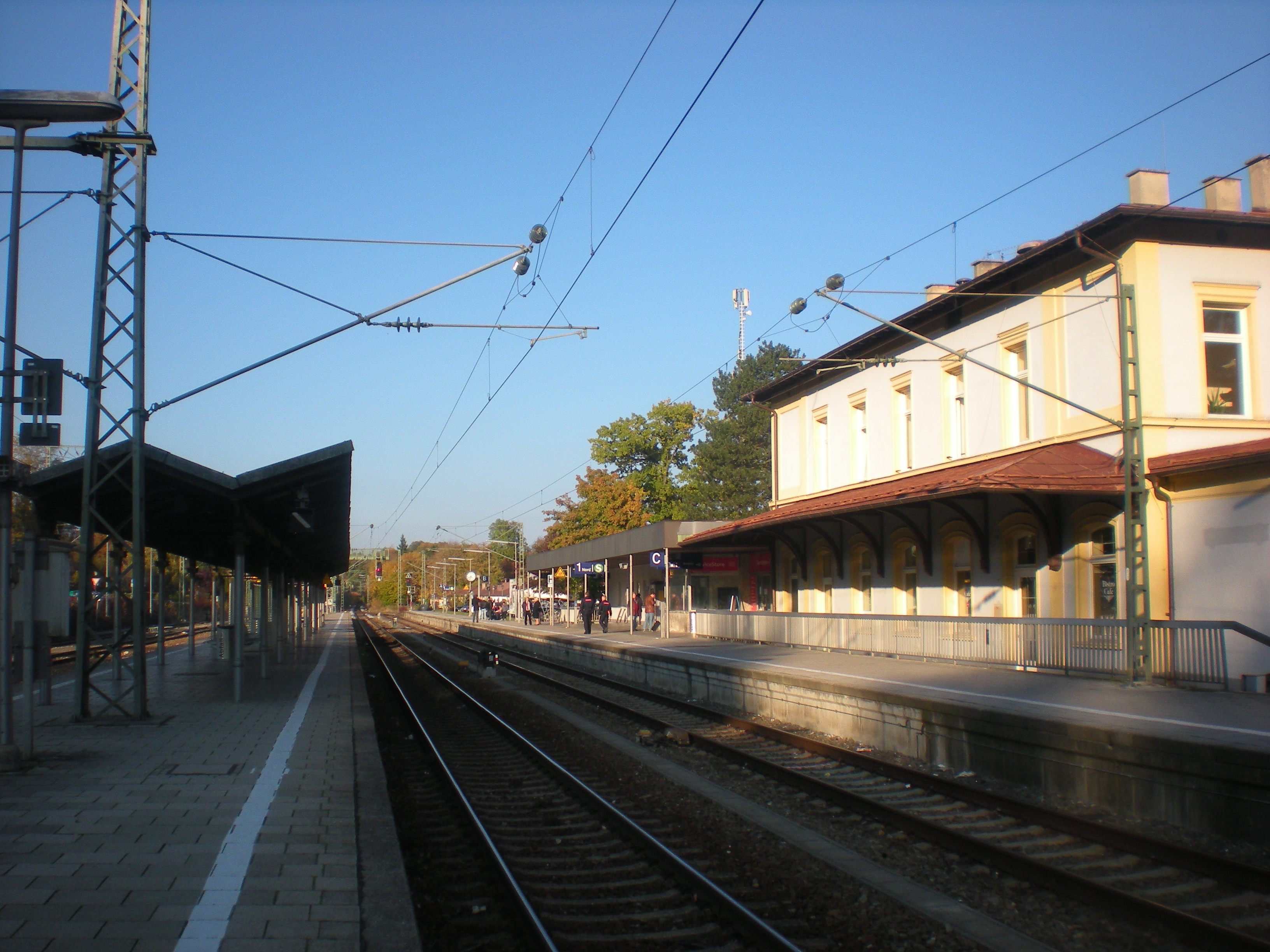
Bahnsteige vor dem Umbau (2011)

Der Tutzinger Bahnhof hat drei Bahnsteiggleise. Gleis 1 befindet sich am Hausbahnsteig, die Gleise 2 und 3 an einem Mittelbahnsteig. Der Mittelbahnsteig war bis 2013 mit einem Bahnsteigdach von 1935 mit gusseisernen Stützsäulen ausgestattet. Haus- und Mittelbahnsteig waren vor dem Umbau beide 76 cm hoch und lediglich über Treppen an die Bahnsteigunterführung angeschlossen.
Von März 2013 bis April 2014 baute die Deutsche Bahn den Bahnhof barrierefrei aus und erneuerte die Bahnsteige. Dabei wurde am Mittelbahnsteig die nördliche Hälfte der Bahnsteigkante an Gleis 2 auf eine Höhe von 96 cm erhöht, um einen barrierefreien Einstieg in die S-Bahn-Züge zu ermöglichen. Das bisherige Bahnsteigdach des Mittelbahnsteigs wurde durch ein neues 130 Meter langes Dach ersetzt. Haus- und Mittelbahnsteig wurden mit Blindenleitstreifen und mit Aufzügen zur Bahnsteigunterführung ausgestattet. Zusätzlich zur bisherigen Bahnsteigunterführung entstand weiter südlich eine neue Unterführung zwischen Haus- und Mittelbahnsteig.
Westlich der Bahnsteige existieren noch das bahnsteiglose, beidseitig angebundene Gleis 4 sowie ein als Abstellgleis genutztes Stumpfgleis, das aus Richtung Süden erreichbar ist (Gleis 5). Im südlichen Bahnhofsbereich ist ein weiteres Stumpfgleis zur Zugabstellung vorhanden.
| Gleis | Nutzbare Länge | Bahnsteighöhe   | Nutzung                                                       |
| ----- | -------------- | --------------- | ------------------------------------------------------------- |
| 1     | 300 m          | 76 cm           | Züge in Richtung München                                      |
| 2     | 371 m          | Südteil: 76 cm  | Regionalbahnen nach Kochel                                    |
| 2     | 371 m          | Nordteil: 96 cm | S-Bahnen in Richtung München                                  |
| 3     | 310 m          | 76 cm           | Züge in Richtung Weilheim und Kochel, ICE in Richtung München |

### Stellwerke
In den ersten Betriebsjahren wurden die Weichen und Signale des Bahnhofs vor Ort durch Wechselwärter gestellt. 1890 zentralisierten die Bayerischen Staatsbahnen die Bedienung der Weichen und Signale und nahmen dafür ein erstes mechanisches Stellwerk (Centralapparat) auf dem Hausbahnsteig vor dem Empfangsgebäude in Betrieb. Mit dem zweigleisigen Ausbau der Strecke wurden um 1900 zwei mechanische Stellwerke errichtet, die in zweigeschossigen Weichentürmen untergebracht waren. Stellwerk 1 befand sich im Nordkopf, Stellwerk 2 im Südkopf des Bahnhofs. Um 1970 nahm die Deutsche Bundesbahn im neuen Anbau des Empfangsgebäudes ein Spurplandrucktastenstellwerk der Bauart Sp Dr S60 von Siemens in Betrieb, das die Bezeichnung Tf erhielt. Die nicht mehr benötigten mechanischen Stellwerke wurden außer Betrieb genommen und das Gebäude von Stellwerk 1 in der Folge abgebrochen. Stellwerk 2 blieb bis 2012 erhalten und wurde schließlich am 1. April 2012 abgebrochen, um die danebenliegende Unterführung der Staatsstraße 2066 erneuern zu können.
Das Stellwerk Tf wurde zuletzt durch die Betriebssteuerzentrale in München-Pasing (BSZ München) ferngesteuert. Am 17. April 2010 wurde das Stellwerk außer Betrieb genommen und zum 18. April 2010 durch ein neues Elektronisches Stellwerk (ESTW) ersetzt, das durch das ESTW München Südwest gesteuert wird. Die ESTW-Außenstelle Tutzing ist in einem Modulgebäude im Südkopf des Bahnhofs westlich der Gleise untergebracht.

## Verkehr (Stand 2022)

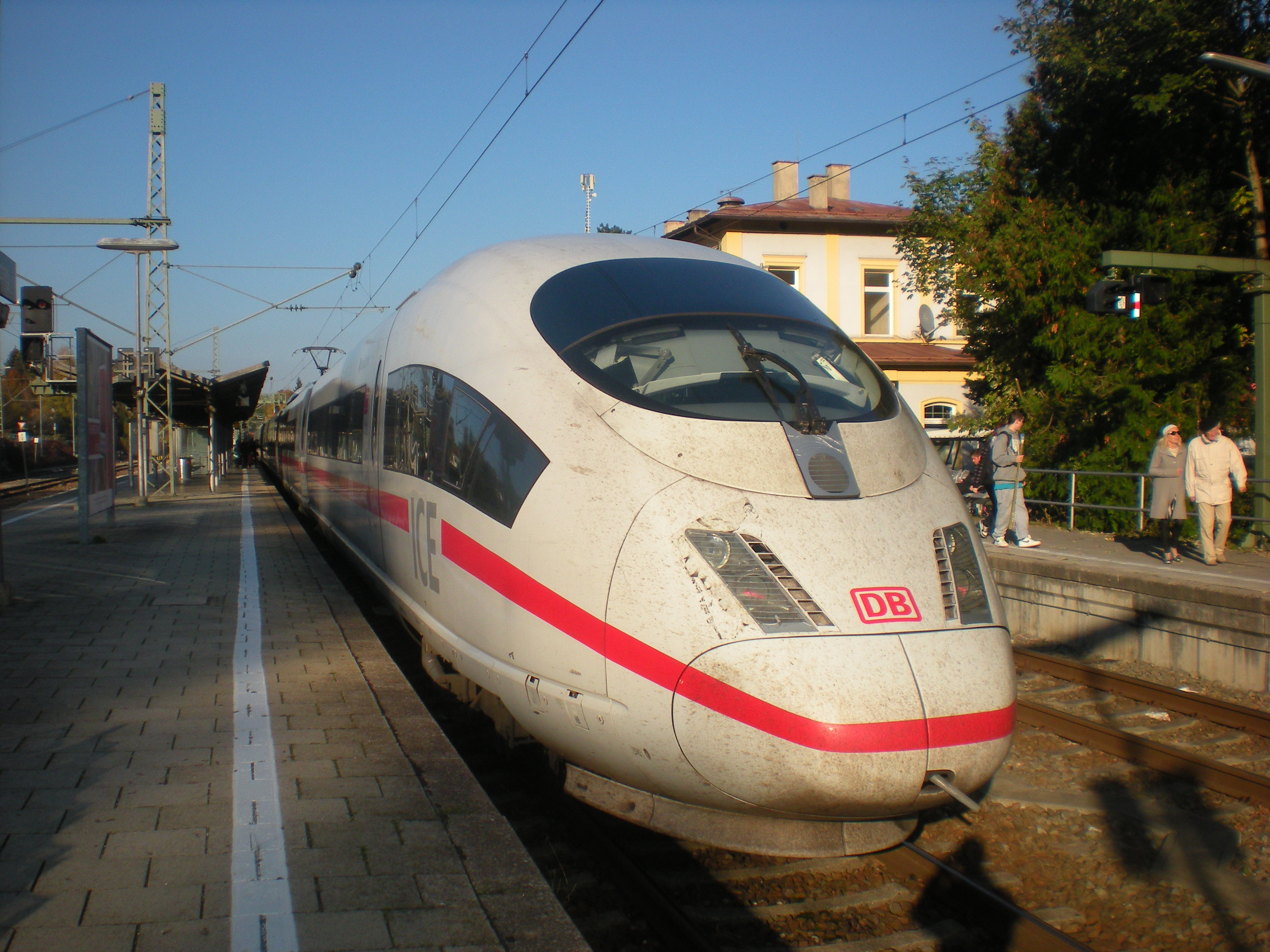
ICE Garmisch-Partenkirchen–Dortmund im Bahnhof Tutzing (2011)

### Schienenpersonenverkehr
Seit dem 13. Dezember 2009 halten im Bahnhof Tutzing an Wochenenden einzelne Intercity-Express-Züge der DB Fernverkehr, die von Hamburg und Dortmund nach Garmisch-Partenkirchen und Innsbruck verkehren.
Im Regionalverkehr wird der Bahnhof durch DB Regio bedient, seit 2013 unter dem Markennamen Werdenfelsbahn. Im Stundentakt halten Züge von München Hbf nach Garmisch-Partenkirchen, die teilweise weiter nach Mittenwald, Innsbruck und Pfronten fahren. Ergänzend verkehren stündliche Züge von München nach Weilheim und Kochel, die im Bahnhof Tutzing geteilt werden. In der Hauptverkehrszeit fahren von Tutzing einzelne Verstärkerzüge nach Penzberg und Kochel.
Tutzing ist zudem Endpunkt der Linie S 6 der S-Bahn München, die im 20-Minuten-Takt von Tutzing über München nach Grafing bzw. Ebersberg fährt. Der Bahnhof befindet sich im Gebiet des Münchner Verkehrs- und Tarifverbundes (MVV).
| Linie/ Zuggattung | Verlauf | Taktfrequenz                                         |
| ----------------- | --- | ---------------------------------------------------- |
| ICE               | Wetterstein / Karwendel / Werdenfelser Land: Hamburg-Altona / Dortmund – München – Tutzing – Garmisch-Partenkirchen (– Seefeld in Tirol – Innsbruck) | zwei Zugpaare samstags ein Zugpaar freitags/sonntags |
| RB 6 / RB 60      | München – Tutzing – Weilheim – Murnau – Garmisch-Partenkirchen (– Mittenwald – Seefeld in Tirol – Innsbruck / – Reutte in Tirol – Pfronten-Steinach) | 60 min                                               |
| RB 65 / RB 66     | München – Tutzing – Weilheim / Kochel | 60 min                                               |
| S6                | Tutzing – Feldafing – Possenhofen – Starnberg – Starnberg Nord – Gauting – Stockdorf – Planegg – Gräfelfing – Lochham – Westkreuz – Pasing – Laim – Hirschgarten – Donnersbergerbrücke – Hackerbrücke – Hauptbahnhof – Karlsplatz (Stachus) – Marienplatz – Isartor – Rosenheimer Platz – Ostbahnhof – Leuchtenbergring – Berg am Laim – Trudering – Gronsdorf – Haar – Vaterstetten – Baldham – Zorneding – Eglharting – Kirchseeon – Grafing Bahnhof – Grafing Stadt – Ebersberg | 20 min                                               |

### Busverkehr
Vom Bahnhof Tutzing verkehren Regionalbuslinien nach Feldafing und zum Kloster Andechs, die in den MVV integriert sind. Zudem fahren Regionalbusse der Regionalverkehr Oberbayern GmbH (RVO) von Tutzing nach Penzberg und Weilheim.